# 기독교 평화주의

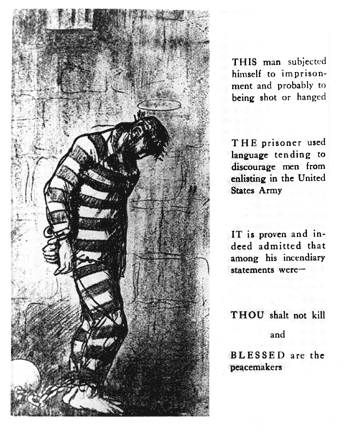
조지 벨로스 작 복이 화평케 한다 (1917)

기독교 평화주의는 어떤 폭력의 형태도 기독교 신앙과 호환되지 않는다는 신학적이고 윤리적인 위치이다. 기독교 평화주의자는 초기 기독교인들의 신앙고백이기도 한 마태복음서 6장에 근거하여, 예수 자신이 평화를 가르치고 실행한 평화주의자였기에, 그의 추종자 또한 마찬가지로 수행해야 한다고 진술한다.

## 역사
대표적인 기독교 평화주의자들로는 마틴 루터 킹 주니어 목사와 톨스토이, 남아프리카 성공회 데스먼드 투투 대주교(르완다 원주민들을 분열시켜 르완다를 지배한 벨기에의 식민화 곧 식민주의의 상처인 르완다 내전이 끝난 후에 르완다를 방문한 투투 대주교는 "갈등과 미움인 응보의 정의가 아닌 용서와 화해, 관용으로써 공동체가 회복되어야 한다"는 회복의 정의를 대안윤리로서 주장함), 적십자 설립자인 장 앙리 뒤낭(서로 다투지 말아야 한다)등이 있으며 대표적인 신학자로는 미국 성공회 평신도 신학자인 스탠리 하우어워스, 미국 재세례파 메노나이트인 존 하워드 요더가 있다.

### 양심적 병역거부
개신교 종교개혁(가톨릭 교회 스스로 신학교육 강화등으로써 교회를 개혁한 가톨릭의 개혁(개혁된 가톨릭,Reformed Catholic)에 대비되는 관념)시기에도 재세례파가 신약성서에 근거하여 모든 폭력에 반대하여, 양심적 병역거부(같은 성만찬을 나누는 형제자매들이 칼을 손에 들 수는 없다.), 개신교와 가톨릭 모두에게서 혐오와 탄압을 받을지언정 신앙과 양심(Consciense)를 포기하지 않는 무저항-불복종인 순교등으로써 평화주의를 실천했다. 미국 독립전쟁 시기에도 필라델피아 주정부가 "양심과 사상에 따라 손에 무기를 들 수 없는 사람은 군복무를 강제할 수 없다"라는 인권사상을 헌법에 명시하고, 대체복무제로써 살인을 거부하는 기독교 평화주의자들의 인권을 존중하였으며, 제1차 세계대전 때에도 병역법을 개정하여 전쟁을 거부하는 교리를 가진 기독교 교파의 양심적 병역거부를 인정하였다. 당시 사회주의자들과 평화주의 교회가 아닌 기독교 공동체 구성원에 대해서도 진지성과 진정성을 기준으로 양심적 병역거부를 인정했고, 대체복무제로써 군복무를 대신하도록 했다. 독일연방공화국(서독)에서도 기독교 평화주의자들의 양심을 헌법으로 인정하고 있다.

## 같이 보기
- 성공회 평화주의 원정대
- 가톨릭 평화 전통
- 기독교 아나키즘
- 기독교 실재주의
- 기독교 순교자
- 군사 속 기독교인
- 기독교 채식주의
- 기독교와 폭력
- 공민 불복종
- 너의 적을 사랑하라
- 루터 평화단
- 비폭력
- 비폭력 저항
- 나아가라, 기독교 순례자
- 팍스 크리스티
- 종교와 창건화평